# 13920 Montecorvino
13920 Montecorvino (1985 PE1) là một thiên thạch xuyên Sao Hỏa được phát hiện vào ngày 15 tháng 08 năm 1985 bởi E. Bowell tại trạm thiên văn Lowell.